# Биби Марјам Бахтијари
Биби Марјам Бахтијари (перс.  بی بی مریم بختیاری) (1874-1937) била је једна од најхрабријих жена у читавој историји Ирана, револуционарка и активисткиња у иранској уставној револуцији.

## Биографија
Марјам је дете Хосеина Коли Кан Илкана Бахтијарија и Биби Фатемах Кианарси из Чахарланг племена Бахтијари. Када је напунила 40 дана договорено је да се уда за Али Коли Кан Чахарланга. Након смрти њеног оца њена браћа су покушала да раскину тај уговорени брак, али нису успели у томе тако да се Марјам са 15 година преселила у породичну кућу свог мужа. Одрастајући међу племенима Бахтијари усавршавала је своје вештине у стрељаштву и јахању. Након смрти мужа наставила је да сама одгаја своју децу, Касније се удала за свог рођака Фатулаха Хана Заима ал-Салтанеа. Њена друштвена улога долази до изражаја када је каџарски монарх Музаферудин-шах позвао на избор Уставотворне скупштине, а њена браћа и цео клан Бахтијари су подржавали успостављање уставне монархије са парламентом. Између осталог она је позвала Сардара Асада Бахтијарија да освоји Техеран. Марјамина кућа у Исфахану била је окупљалиште бораца, а пре освајања Техерана ушла је тајно у град са неколико коњаника и настанила се у кући која је гледала на градски трг. Када је започео напад на Техеран она је са својим саборцима напала козачки одред који се борио на страни Мухамеда Али Шаха. Након пада Техерана њена резиденција постала је уточиште борцима за слободу током уставне ере и првих дана династије Пахлави. Можемо издвојити Малика ал-Шоара Бахара, Вахида Хорасанија и Дехходу. Током боравка у њеној кући Деххода осмислио је идеју да направи најобимнији персијски речник. Током Првог светског рата Марјам се супроставила британском и руском мешању у Ирану и подржала је Немце. У току рата омогућила је немачкој легији, уз помоћ племена Бахтијари, да сигурно напусти Иран. У знак захвалности од стране немачког цара Вилхелма II одликована је дијамантском значком и гвозденим крстом. Марјам је једина жена која је добила гвоздени крст. Преминула је 1937. године у Исфахану.